# Corylopsis gotoana
Corylopsis gotoana är en trollhasselart som beskrevs av Tomitaro Makino. Corylopsis gotoana ingår i släktet Corylopsis och familjen trollhasselfamiljen. Inga underarter finns listade i Catalogue of Life.

## Bildgalleri

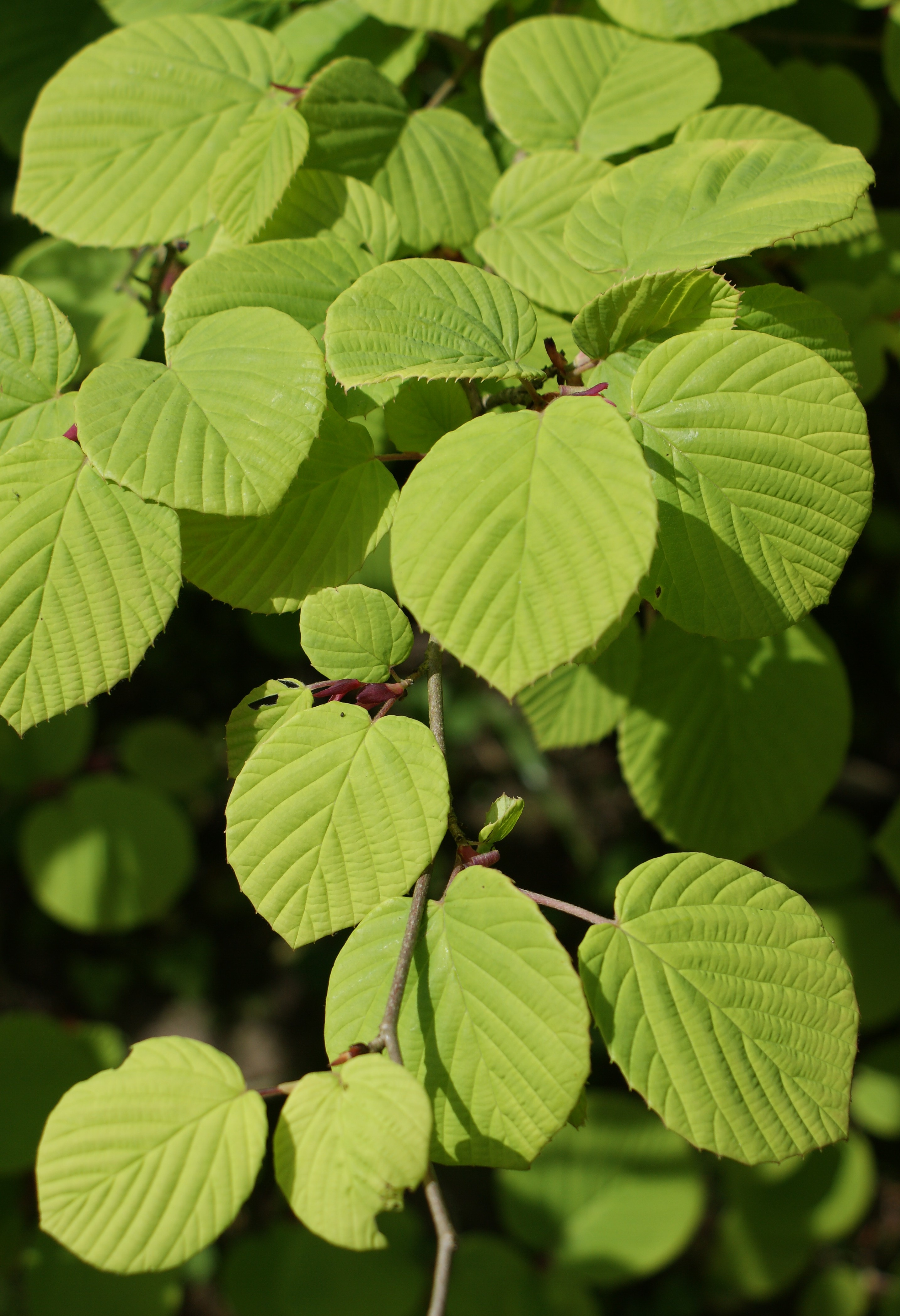
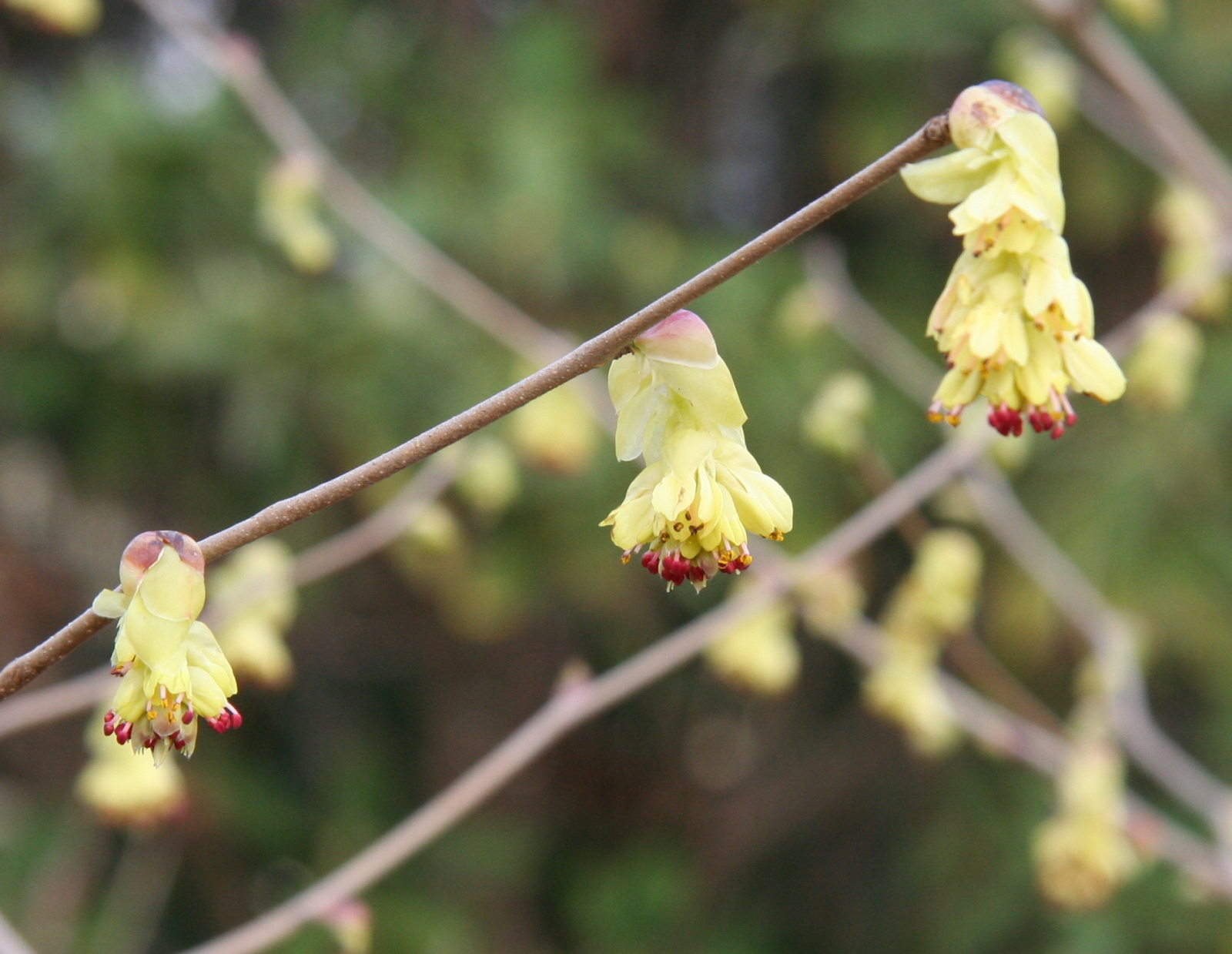